# Lutilabria
Lutilabria is een geslacht van vlinders van de familie tastermotten (Gelechiidae).

## Soorten
- L. kaszabi Povolny, 1978
- L. lutilabrella (Mann, 1857)
- L. prolata Junnilainen & Nupponen, 2010
- L. volgensis Anikin & Piskunov, 1996